# 吉朋灣
60°39′S 45°11′W / 60.650°S 45.183°W
吉朋灣是南極洲的海灣，位於南奧克尼群島中科羅內申島的東岸，該海岬在1821年12月被發現，在1921年由挪威的捕鯨船長繪入地圖。